# Lenguas mayenses
Las lenguas mayenses —también llamadas simplemente mayas—, son una familia lingüística hablada en Mesoamérica, principalmente en Guatemala, Belice, el occidente de Honduras y el sureste de México. Estas derivan del protomayense, una protolengua que pudo haberse hablado hace unos 5000 años a juzgar por el grado de diversificación interna en una región cercana a donde actualmente se hablan lenguas mayenses. Asimismo, forman parte del área lingüística mesoamericana, un área de convergencia lingüística desarrollada a través de milenios de interacción entre los pueblos de Mesoamérica.
Toda esta familia muestra las características básicas de esta área lingüística, como el empleo de sustantivos emparentados en sustitución de las preposiciones para indicar relaciones espaciales. También poseen rasgos gramaticales y tipológicos que las diferencian de otros idiomas de Mesoamérica, tales como el empleo de ergatividad en el tratamiento gramatical de los verbos, sujetos y objetos, categorías inflexionales específicas en verbos y una categoría gramatical propia. La lengua mayense más antigua históricamente atestiguada es el maya clásico, también conocida como choltí.

Mapa de las lenguas mayenses con su distribución actual en Mesoamérica.

En la Mesoamérica precolombina, algunas lenguas de la familia fueron escritas mediante glifos. Su empleo fue muy extenso particularmente durante el periodo clásico de la cultura maya (c. 250-900 d. C.). La recopilación de más de 10 000 inscripciones mayas conocidas sobre edificios, monumentos, alfarería y códices en papel de corteza, combinada con la rica literatura maya colonial (siglos xvi, xvii y xviii) escrita en el alfabeto latino, son importantes para la comprensión de la historia precolombina.
La familia mayense es una de las mejor documentadas y posiblemente la más estudiada en las Américas. En 1996, Guatemala reconoció oficialmente 21 lenguas mayenses y el 26 de mayo de 2003 anexó al idioma chalchiteko, por lo que ahora suman 22 lenguas en reconocimiento oficial; mientras que México oficializó a ocho lenguas más mediante la Ley General de Derechos Lingüísticos de los Pueblos Indígenas en 2001.

## Historia
Las lenguas mayenses se derivan del protomaya (a veces llamado Nabꞌee Mayaꞌ Tzij «la antigua lengua maya»). Se cree que el idioma proto-maya pudo haber sido hablado en las montañas Cuchumatanes de Guatemala central, en un área que se corresponde aproximadamente con la que actualmente que ocupa el kanjobalano.
La primera división ocurrió alrededor del 2200 a. C. cuando el grupo huastecano empezó a diferenciarse del maya común, después de que los hablantes huastecanos emigrasen al noreste a lo largo de la costa del Golfo de México. Los hablantes de proto-yucateco y de proto-cholano se separaron posteriormente del grupo principal y emigraron al norte hacia la península de Yucatán, hacia el 1600 a. C.
Los hablantes de la rama occidental se trasladaron hacia el sur, a la región ahora habitada por la gente mameana y quicheana. Cuando los hablantes del proto-tzeltalano se separaron más tarde del grupo cholano y se movieron hacia el sur, a los altos de Chiapas, entraron en contacto con los hablantes de las lenguas mixezoqueanas.
En el periodo arcaico (antes del 2000 a. C.) se debieron producir contactos con hablantes de lenguas mixe-zoqueanas, lo cual explicaría el número considerable de préstamos lingüísticos de las lenguas mixe-zoqueanas en muchas lenguas mayenses. Esto llevó a los estudiosos a considerar la hipótesis de que los maya antiguos estuvieron dominados por hablantes de las lenguas mixe-zoqueanas, posiblemente de la cultura olmeca.

Rutas de migración y fechas aproximadas para varias familias lingüísticas mayenses. La región mostrada como el proto-maya actualmente está ocupada por los hablantes de la rama kanjobalana (azul claro en otras figuras).

En el caso de los idiomas xinca y lenca, por otra parte, las lenguas mayenses son más a menudo dominantes, en lugar de la receptoras de préstamos lingüísticos. Esto sugiere un periodo de dominación maya sobre las etnias lenca y xinca.
La separación entre el proto-yucatecano de la península de Yucatán y el proto-cholano de los Altos de Chiapas y El Petén ya había ocurrido antes del periodo clásico, en la época que se hicieron la mayoría de las inscripciones epigráficas mayas. De hecho, las dos variantes de mayense están testimoniadas en inscripciones glíficas de los sitios mayas de la época, y ambas comúnmente son mencionadas como «idioma maya clásico» (aun cuando correspondían a lenguas diferentes).
Durante el periodo clásico las ramas principales se diversificaron aún más hasta dar los diferentes idiomas reconocibles hoy. Sin embargo, los textos glíficos solo registran dos variantes del maya: una variedad cholana encontrada en textos escritos en el área meridional maya y los Altos, y una variedad yucatecana encontrada en los textos de la península de Yucatán.

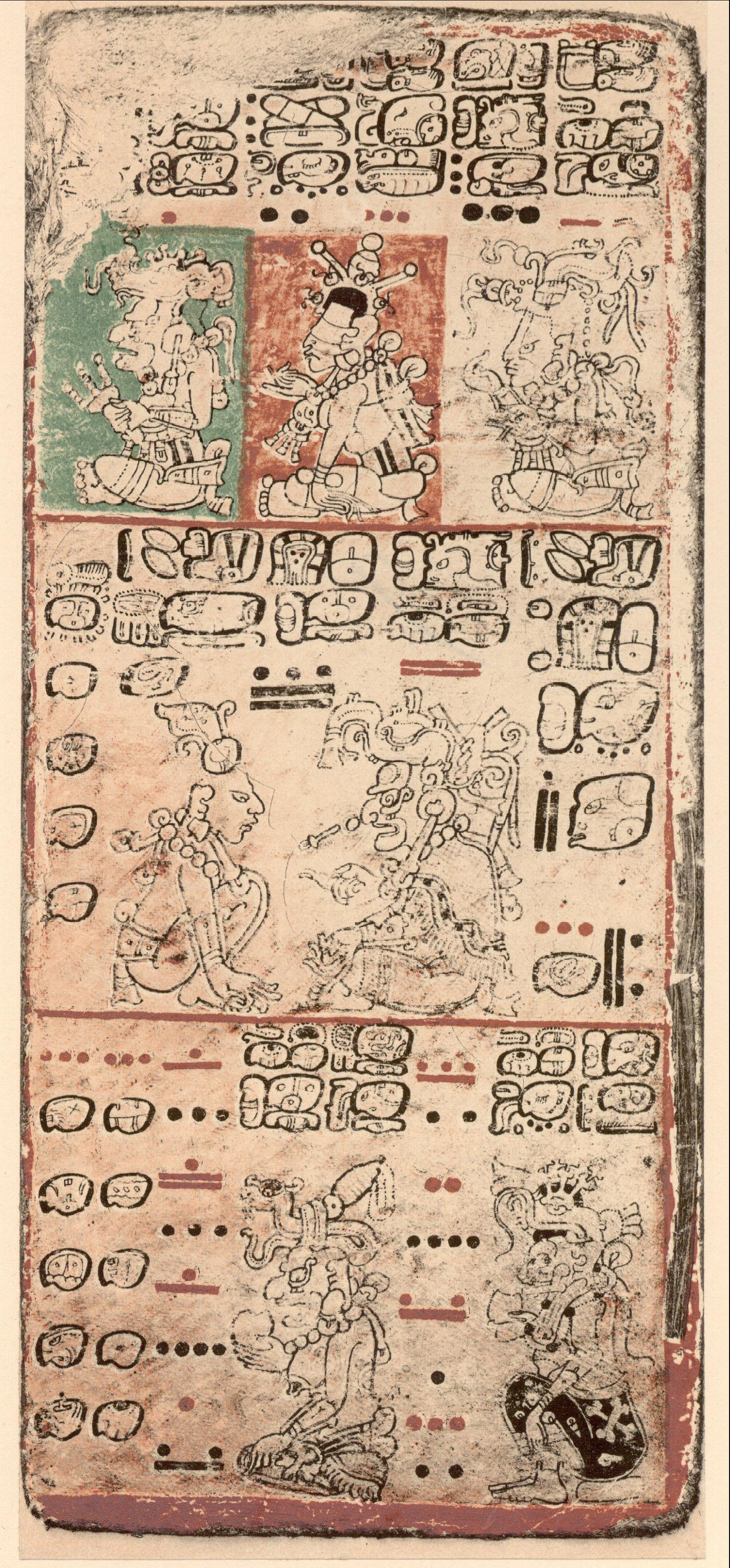
Página 9 del Códice de Dresde mostrando el idioma maya clásico escrito en glifos mayas (de la edición de 1880 de Förstermann).

Recientemente, se ha sugerido que la variedad específica de cholano encontrada en los textos glíficos es conocida como «choltiana clásica», la lengua antepasada del chortí moderno y del choltí. Se piensa que el origen de esta lengua puede estar en el oeste o sur-centro del Petén; y habría sido utilizada en las inscripciones e incluso hablada por las élites y los sacerdotes. El hecho por el que solo dos variantes lingüísticas son encontradas en los textos glíficos es muy probablemente debido a que estas hayan servido como dialectos de prestigio en todas las partes de la región maya; los textos glíficos habrían sido compuestos en el idioma de la élite. Sin embargo, los diferentes grupos mayas habrían hablado durante el periodo clásico varios idiomas distintos entre sí.
Durante la colonización española de Mesoamérica, todos los idiomas indígenas fueron desplazados por el español que se hizo la nueva lengua de prestigio. Las lenguas mayenses no fueron ninguna excepción, y su empleo en muchos dominios importantes de la sociedad, incluyendo la administración, la religión y la literatura, terminó. La región maya fue más resistente a la influencia exterior que otras, y quizás por esta razón muchas comunidades mayas todavía conservan una alta proporción de hablantes bilingües y monolingües. Sin embargo, el español ahora domina toda la región maya.
Algunas lenguas mayenses están moribundas o amenazadas, aunque siguen siendo ampliamente usadas y son viables desde el punto de vista sociolingüístico. Estas últimas siguen siendo la lengua materna de muchas personas y tienen hablantes de todos los grupos de edad, siendo además empleadas en casi todos los ámbitos sociales.
Durante el siglo XX d. C., los descubrimientos arqueológicos fomentaron el orgullo nacionalista y étnico, lo que llevó a que los pueblos maya hablantes comenzaran a desarrollar una identidad étnica compartida como mayas y los herederos de la gran cultura maya. El significado más amplio de lo «maya» además de los aspectos geográficos, se caracteriza por factores lingüísticos, pero también se referere a rasgos étnicos y culturales. La mayoría de los mayas se identifican a ellos mismos sobre todo, con un grupo étnico en particular, p. ej. «yucateco» o «quiché»; pero también reconocen un parentesco maya compartido.
El idioma ha sido fundamental en definir los límites de este parentesco. Paradójico quizás, este orgullo de unidad que ha conducido a una insistencia respecto a la separación de diversas lenguas mayenses, algunas de los cuales se relacionan tan de cerca que podrían ser referidas fácilmente como dialectos de una sola lengua. Sin embargo, dado que el término «dialecto» ha sido utilizado por algunos con insinuaciones raciales en el pasado, haciendo una falsa distinción entre «dialectos» amerindios e «idiomas» europeos, el uso preferencial estos últimos años ha sido señalar las variedades lingüísticas habladas por un diverso grupo étnico como idiomas separados.
En Guatemala, materias tales como el desarrollo de las ortografías estandarizadas para las lenguas mayenses son gobernadas por la Academia de Lenguas Mayas de Guatemala (ALMG) que fue fundada por organizaciones mayas en 1986. Siguiendo los acuerdos de paz de 1996 ha estado ganando el reconocimiento cada vez mayor como la autoridad reguladora en lenguas mayenses entre eruditos mayas y las mismas personas mayas.

## Genealogía y clasificación

### Relaciones con otras familias
La familia lingüística mayense no tiene ningún parentesco genético demostrado hacia otras familias. Las semejanzas con algunos idiomas de Mesoamérica se entiende que son debidas a la difusión de rasgos lingüísticos de idiomas vecinos en el maya y no a la ascendencia común. Mesoamérica ha demostrado ser un área de difusión lingüística substancial.
Según Lyle Campbell, experto en lenguas mayenses, la propuesta más prometedora es la hipótesis macromaya, que postula un parentesco lingüístico lejano entre esta familia, las lenguas mixezoqueanas y las totonacanas, pero falta mayor evidencia para apoyar o refutar esta hipótesis.
Históricamente se han propuesto otras hipótesis de parentesco, que intentaban relacionar la familia mayense con otras familias lingüísticas y lenguas aisladas, pero en general estas no han sido apoyadas por la mayoría de especialistas. Los ejemplos incluyen la relación del maya con el uru-chipaya, mapudungun, lenca, purépecha y huave. Tipológicamente tiene similitudes con el xinca pero no parece existir parentesco genético, siendo más bien el resultado de préstamos lingüísticos e influencia cultural. El maya también ha sido incluido, en otras hipótesis, dentro de las lenguas penutíes. El lingüista Joseph Greenberg incluye al maya en su altamente polémica hipótesis amerindia, que es rechazada por la mayoría de especialistas en lingüística histórica.

### Clasificación interna y subdivisiones
La familia mayense está bien documentada y su esquema genealógico interno de clasificación está ampliamente aceptado y establecido; sin embargo, un punto todavía en disputa es la posición del cholano y del kanjobalano-chujeano. Algunos eruditos piensan que estos forman una rama occidental separada (como en el diagrama inferior). Otros lingüistas no apoyan el postulado de una relación especialmente cercana entre el cholano y el kanjobalano-chujeano, por lo que clasifican estos como dos ramas distintas que derivan directamente del protomaya.

## Geografía y datos demográficos

### Lista de lenguas mayenses

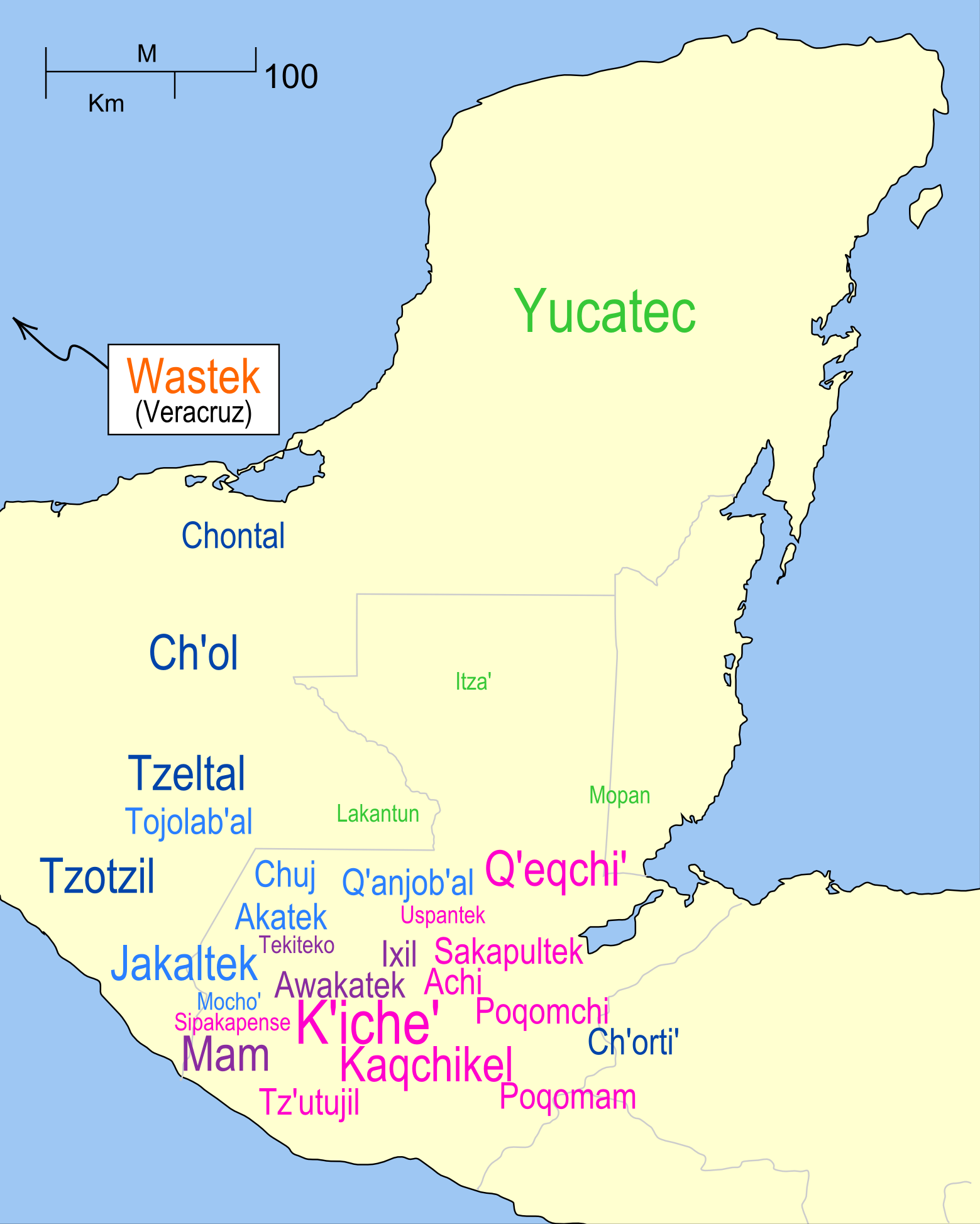
Mapa geográfico del área donde se hablan varias lenguas mayenses. Los cuatro tamaños de las letras indican los tamaños de las poblaciones de hablantes: más de 500,000 hablantes; más de 100,000; más de 10,000; y menos de 10,000 hablantes.

La siguiente lista está basada en el catálogo de Ethnologue de 2024 y en el Catálogo de las lenguas indígenas nacionales de México.
| Posición | Lengua           | ISO 639-3 | Autónimo                          | Número total de hablantes (L1 y L2) | País                    |
| -------- | ---------------- | --------- | --------------------------------- | ----------------------------------- | ----------------------- |
| 1        | Quekchí          | kek       | Qꞌeqchiꞌ                          | 1 147 600                           | Guatemala Belice México |
| 2        | Quiché           | quc       | Qatzijobꞌal, Qachꞌabel, Kꞌicheꞌ   | 1 054 000                           | Guatemala México        |
| 3        | Maya, Yucateco   | yua       | Maayatꞌaan                        | 887 520                             | México Belice           |
| 4        | Mam              | mam       | Bꞌanax Mam, Qyool Mam, Ta yol Mam | 602 400                             | Guatemala México        |
| 5        | Tseltal          | tzh       | Batsꞌil kꞌop                      | 557 000                             | México                  |
| 6        | Tsotsil          | tzo       | Batsꞌi kꞌop                       | 488 000                             | México                  |
| 7        | Caqchiquel       | cak       | Kaqchikel                         | 411 000                             | Guatemala México        |
| 8        | Ch'ol            | ctu       | Laktyꞌañ                          | 252 000                             | México                  |
| 9        | Q'anjob'al       | kjb       | Qꞌanjobꞌal                        | 174 420                             | Guatemala México        |
| 10       | Huasteco         | hus       | Tének                             | 174 000                             | México                  |
| 11       | Poqomchí         | poh       | Poqomchiiꞌ                        | 133 000                             | Guatemala               |
| 12       | Achí             | acr       | Qachꞌaꞌteem                       | 124 000                             | Guatemala               |
| 13       | Ixil             | ixl       | Ixil                              | 115 000                             | Guatemala México        |
| 14       | Zutuhil          | tzj       | Tzꞌutujil, Tzijobꞌal              | 72 400                              | Guatemala               |
| 15       | Akateko          | knj       | Kutiꞌ                             | 64 930                              | Guatemala México        |
| 16       | Chuj             | cac       | Kotiꞌ                             | 61 490                              | Guatemala México        |
| 17       | Tojolabal        | toj       | Tojol-abꞌal                       | 55 400                              | México                  |
| 18       | Jakalteko        | jac       | Poptiꞌ, Abꞌxubꞌal                 | 33 130                              | Guatemala México        |
| 19       | Chontal, Tabasco | chf       | Yokotꞌàn                          | 27 700                              | México                  |
| 20       | Chalchiteko      | ctk       | Chalchiteko                       | 21 550                              | Guatemala               |
| 21       | Chortí           | caa       | Chꞌortiꞌ                          | 16 700                              | Guatemala Honduras      |
| 22       | Mopán            | mop       | Mopan                             | 12 610                              | Belice Guatemala        |
| 23       | Poqomam          | poc       | Qaqꞌoral                          | 10 800                              | Guatemala               |
| 24       | Awakateko        | agu       | Qaꞌyol                            | 10 100                              | Guatemala México        |
| 25       | Sacapulteco      | quv       | Tujaal tziij                      | 6530                                | Guatemala               |
| 26       | Uspanteco        | usp       | Uspanteko                         | 5130                                | Guatemala               |
| 27       | Sipacapense      | qum       | Sipakapense                       | 4160                                | Guatemala               |
| 28       | Tectiteco, Teko  | ttc       | Bꞌaꞌaj                            | 3091                                | Guatemala México        |
| 29       | Lacandón         | lac       | Jach-tꞌaan                        | 600                                 | México                  |
| 30       | Itzá             | itz       | Itzaꞌ                             | 410                                 | Guatemala               |
| 31       | Mochó            | mhc       | Mochoꞌ                            | 130                                 | México                  |
| 32       | Chicomuselteco   | cob       | Cabil                             | 0                                   | México                  |
| 33       | Choltí clásico   | emy       | Chꞌoltiꞌ                          | 0                                   | Guatemala Belice México |

### Rama huastecana
El huasteco se habla en los estados mexicanos de Veracruz y San Luis Potosí por alrededor de 110 000 personas. Es el más divergente con respecto a las otras lenguas mayenses modernas. El chicomuselteco o cabil fue una lengua relacionada al huasteco antiguamente hablada en los pueblos de Chicomuselo, Comalapa, Yayagüita y Huitatán, en el estado de Chiapas, y que probablemente se extinguió antes de 1982. Rama que se separó de la protomaya formada por el huasteco y el chicomuselteco, su separación se dio cuando hablantes mixezoques entraron en el golfo de México, separando el huasteco del resto.

### Rama yucatecana
El maya yucateco (conocido simplemente como maya por sus hablantes) es la lengua maya con más hablantes en México. Actualmente lo hablan unas 800 000 personas aproximadamente, la inmensa mayoría de los hablantes vive en la Península de Yucatán. Posee una rica literatura post-colonial y restos comunes como una lengua materna en áreas rurales de Yucatán y los estados adyacentes de Quintana Roo y Campeche.
Las otras tres lenguas yucatecanas son el mopán, hablado por cerca de 10 000 personas principalmente en Belice; el itzá, lengua moribunda y casi extinta, originaria o proveniente del Petén de Guatemala; y el lacandón, también en peligro de extinción con cerca de 1000 hablantes en algunas aldeas de las cercanías a la selva lacandona en Chiapas.

### Rama occidental

#### Cholano
Antiguamente las lenguas cholanas ocupaban una parte importante del área maya; aunque hoy la lengua con más hablantes es el ch'ol hablado por unas 130 000 personas en Chiapas. Su pariente más cercano, el idioma chontal de Tabasco, es hablado por 55 000 personas individuos en el estado de Tabasco. Otra lengua relacionada, ahora en riesgo de extinción, es el chortí, la cual es hablada por 30 000 personas en Guatemala. También fue hablado previamente en el extremo occidental de Honduras y El Salvador pero la variante de El Salvador ahora está extinta y la de Honduras se considera moribunda. El choltí, una lengua hermana del chortí, está también extinta. Todas estas lenguas serían descendientes del idioma principal usado en la epigrafía maya, es decir, el idioma maya clásico.
Se cree que las lenguas cholanas son las más conservadas en vocabulario y fonología, y están relacionadas de cerca con las inscripciones del periodo clásico encontradas en tierras bajas centrales. Pudieron haber servido como lenguas de prestigio, coexistiendo con otros dialectos en algunas áreas. Esta asunción proporciona una explicación plausible para la distancia geográfica entre la zona chortí y las áreas donde el chol y el chontal son hablados.

#### Tzeltalano
Los parientes más cercanos a las lenguas cholanas son las lenguas de la rama tzeltalana, el tzotzil y el tzeltal, ambas habladas en Chiapas por poblaciones grandes y estables o crecientes (265 000 para el tzotzil y 215 000 para el tzeltal). El tzotzil y el tzeltal tienen una gran cantidad de hablantes monolingües.

#### Kanjobalano
El kanjobal es hablado por 77 700 personas en el departamento de Huehuetenango de Guatemala, con pequeñas poblaciones en otros lugares. El jacalteco (también conocido como poptí) es hablado por cerca de 100 000 en varios municipios de Huehuetenango. Otro miembro de esta rama es el acateco, con más de 50 000 hablantes en San Miguel Acatán y San Rafael La Independencia.
El chuj es hablado por 40 000 personas en Huehuetenango, y por 9500 personas, sobre todo refugiados, cerca de la frontera en México, en el municipio de La Trinitaria, Chiapas, y las aldeas de Tziscao y Cuauhtémoc; el tojolabal es hablado en Chiapas oriental por 36 000 personas.

### Rama oriental

#### Quiché-mam
El grupo de lenguas quiché-mam habladas en las montañas guatemaltecas está dividido en dos subramas y tres subfamilias:
El kekchí, que constituye por sí mismo una de las sub-ramas dentro del quiché-mam. Esta lengua es hablada por cerca de 400 000 personas que viven en los departamentos del sur de Guatemala de Petén y Alta Verapaz, y también en Belice por 9000 hablantes más. En El Salvador es hablado por 12 000 personas como un resultado de migraciones recientes.
El idioma uspanteco, también descendiente directo del proto-quiché-mam, es nativo solo en el municipio Uspantán en el departamento de El Quiché, y tiene unos 30 000 hablantes.

##### Mameano
La lengua más grande de esta rama es el mam, hablado por 150 000 personas en los departamentos de San Marcos y los Altos Cuchumatanes. El aguacateco es el idioma de 20 000 habitantes de Aguacatán central, otro municipio de Huehuetenango. El ixil es hablado por 69 000 en la región del «Triángulo Ixil» del departamento de El Quiché. El tectiteco (o teco) es hablado por cerca de 1000 personas en el municipio de Tectitán, y 1000 refugiados en México. Según Ethnologue el número de hablantes del tectiteco está creciendo.

##### Quicheano
El quiché la lengua mayense con el mayor número de hablantes, es hablado por más de 2 000 000 de personas en las montañas guatemaltecas, alrededor de las ciudades de Chichicastenango, Quetzaltenango y las montañas de Cuchumatán, así como por migrantes urbanos en la Ciudad de Guatemala. El famoso documento mitológico maya, el Popol Vuh, está escrito en un quiché anticuado a menudo llamado quiché clásico. La cultura quiché estaba en su pináculo a la hora de la conquista española. Utatlán, cerca de la ciudad actual de Santa Cruz del Quiché, fue su centro económico y ceremonial. Entre sus hablantes nativos está la ganadora del Premio Nobel de la Paz, Rigoberta Menchú.
El achí es hablado por 85 000 personas en Rabinal San Miguel Chicaj, Cubulco y Salama, municipios de Baja Verapaz. En algunas clasificaciones, p. ej. la realizada por Campbell, el achí se cuenta como una forma del quiché. Sin embargo, debido a una división histórica entre los dos grupos étnicos, el maya achí no es visto como quiché.Ethnologue considera al dialecto hablado en Cubulco como una lengua distinta al achí, al igual que los propios hablantes del kubul, que también se consideran una etnia distinta a los achíes. 
El idioma cakchiquel es hablado por cerca de 400 000 personas en un área extendida desde la ciudad de Guatemala hacia el oeste a la orilla norteña del lago de Atitlán. El zutuhil tiene cerca de 90 000 hablantes en la vecindad del lago Atitlán. Otros miembros de la rama quicheana son el sacapulteco hablado por algo menos de 40 000 personas sobre todo en el departamento de El Quiché, y el sipacapense, el cual es hablado por cerca de 18 000 personas en Sipacapa, San Marcos. Los Anales de los Cakchiqueles, escritos en cakchiquel, son un trabajo literario importante datado del siglo XVI d. C. que refiere la historia de las clases predominantes de los cakchiqueles.

#### Poqom
Las lenguas poqom se relacionan de cerca con el grupo quicheano, con lo que constituyen una sub-rama en el nudo quicheano-mameano.
El pocomchí es hablado por 90 000 personas en Purulhá, Baja Verapaz, y en los siguientes municipios de Alta Verapaz: Santa Cruz Verapaz, San Cristóbal Verapaz, Tactic, Tamahú y Tucurú. El pocomam es hablado por cerca de 30 000 personas en varios núcleos pequeños, el más grande de los cuales está en el departamento de Baja Verapaz. También hay hablantes de pocomam en El Salvador.

## Fonología

### Sistema fonológico protomaya
En el protomaya, (antepasado común de las lenguas mayenses, que ha sido reconstruido usando el método comparativo) predominan las raíces con estructura silábica CVC (consonante-vocal-consonante). La mayoría de las raíces del proto-maya eran monosilábicas a excepción de algunas raíces nominales disilábicas. Debido a la pérdida subsecuente de la vocal, muchas lenguas mayenses ahora demuestran complejos grupos consonánticos en ambos finales de sílabas. Siguiendo la reconstrucción de Lyle Campbell y Terrence Kaufman, el idioma proto-maya posee los siguientes sonidos; los sonidos presentes en los idiomas modernos, son en gran parte similares a este sistema de raíz.
|       | Anterior | Anterior | Central | Central | Posterior | Posterior |
| Corta | Larga    | Corta    | Larga   | Corta   | Larga     |           |
| ----- | -------- | -------- | ------- | ------- | --------- | --------- |
| Alta  | *i       | *iː      |         |         | *u        | *uː       |
| Media | *e       | *eː      |         |         | *o        | *oː       |
| Baja  |          |          | *a      | *aː     |           |           |

|                | Bilabial  | Bilabial | Alveolar | Alveolar | Palatal  | Palatal | Velar    | Velar  | Uvular   | Uvular | Glotal |    |
| Simple         | Implosiva | Simple   | Eyectiva | Simple   | Eyectiva | Simple  | Eyectiva | Simple | Eyectiva | Simple |        |    |
| -------------- | --------- | -------- | -------- | -------- | -------- | ------- | -------- | ------ | -------- | ------ | ------ | -- |
| Oclusivas      | *p        | *ɓ       | *t       | *tʼ      | *tʲ      | *tʲʼ    | *k       | *kʼ    | *q       | *qʼ    | *ʔ     |    |
| Africadas      |           |          | *ʦ       | *ʦʼ      | *ʧ       | *ʧʼ     |          |        |          |        |        |    |
| Fricativa      |           |          | *s       | *s       | *ʃ       | *ʃ      |          |        | *χ       | *χ     | *h     | *h |
| Nasales        | *m        | *m       | *n       | *n       |          |         | *ŋ       | *ŋ     |          |        |        |    |
| Líquidas       |           |          | *l *r    | *l *r    |          |         |          |        |          |        |        |    |
| Deslizamientos |           |          |          |          | *j       | *j      | *w       | *w     |          |        |        |    |

### Evolución fonológica del protomaya
La clasificación interna y las subdivisiones de las lenguas mayenses están basadas en cambios compartidos entre los grupos de lenguas. Por ejemplo, las lenguas del grupo occidental (tales como huastecano, yucatecano y cholano) todas cambiaron el fonema proto-maya */r/ en [j], algunas lenguas de la rama oriental conservaron [r] (quicheanas), y otras lo cambiaron en [ʧ] o, al final de la palabra, [t] (mameano). Las innovaciones compartidas entre el huastecano, yucatecano y cholano muestran que se separaron de las otras lenguas mayenses antes de que hubieran ocurrido los cambios encontrados en otras ramas.
| Protomaya       | Huasteco | Yucateco | Mopán   | Tzeltal | Chuj    | Kanjobal | Mam                | Ixil   | Quiché | Cakchiquel | Pocomam | Kekchí |
| --------------- | -------- | -------- | ------- | ------- | ------- | -------- | ------------------ | ------ | ------ | ---------- | ------- | ------ |
| *[raʔʃ] «verde» | [jaʃ]    | [jaʔʃ]   | [jaʔaʃ] | [jaʃ]   | [jaʔaʃ] | [jaʃ]    | [ʧaʃ]              | [ʧaʔʃ] | [raʃ]  | [rɐʃ]      | [raʃ]   | [raːʃ] |
| *[war] «sueño»  | [waj]    | [waj]    | [wɐjn]  | [waj]   | [waj]   | [waj]    | [wit] (Aguacateco) | [wat]  | [war]  | [war]      | [wɨr]   | [war]  |

Las oclusivas palatizadas /tʲ’/y /tʲ/ no se encuentran en ninguna de las familias modernas. En sustitución de estos fonemas originarios, las lenguas mayenses modernas las realizan de manera particular en los diferentes grupos de la familia, permitiendo una reconstrucción de estos fonemas como oclusivas palatizadas. En la rama oriental (chujeano-kanjobalano y cholano) se reflejan en [t] y [t’]. En mameano se encuentran como [ʦ] y [ʦ’] y en quicheano como [ʧ] y [ʧ’]. El yucateco destaca de otras lenguas mayenses occidentales en que sus oclusivas palatizadas son cambiadas a veces en [ʧ] y a veces [t].
| Protomaya          | Yucateco | Kanjobal | Poptí | Mam    | Ixil  | Quiché | Cakchiquel |
| ------------------ | -------- | -------- | ----- | ------ | ----- | ------ | ---------- |
| *[tʲeːʔ] «árbol»   | [ʧeʔ]    | [teʔ]    | [teʔ] | [ʦeːʔ] | [ʦeʔ] | [ʧeːʔ] | [ʧeʔ]      |
| *[tʲaʔŋ] «cenizas» | [taʔn]   | [tan]    | [taŋ] | [ʦaːx] | [ʦaʔ] | [ʧaːx] | [ʧax]      |

La nasal velar protomaya *[ŋ] se refleja en el fonema [x] de las ramas orientales (quicheano-mameano); en [n] para el kanjobalano, cholano y yucatecano; en [h] para el huastecano; y se conserva en su forma original en el chuj y el jacalteco.
| Protomaya      | Yucateco | Kanjobal | Jacalteco | Ixil  | Quiché |
| -------------- | -------- | -------- | --------- | ----- | ------ |
| *[ŋeːh] «cola» | [neːh]   | [ne]     | [ŋe]      | [xeh] | [xeːʔ] |

### Otras innovaciones
La clasificación interna de las lenguas mayenses está basada en ciertas innovaciones lingüísticas compartidas. Cuando un grupo de lenguas comparten cierta mutación o cambio fonético común se postula que derivan de una protovariedad mayense que había experimentado dicha mutación. Así el conjunto de cambios fonéticos permite establecer un árbol filogenético donde cada cambio supone un punto de ramificación. La clasificación usada en este artículo se basa en esos cambios fonéticos, que unas veces están presentes en unos subgrupos de lenguas mayas pero no en otros.
La divergencia del huastecano se refleja en un número relativamente alto de innovaciones no compartidas por otros grupos. El huastecano es la única rama en la que */w/ proto-mayanse ha cambiado a [b]. El huasteco (pero no el chicomucelteco) es también la única lengua mayense en tener un fonema labiovelar /kʷ/; sin embargo, se sabe que esto se debe a un desarrollo postcolonial: comparando los documentos coloniales del huasteco al huasteco moderno, se puede ver que la /kʷ/ moderna porcede originalmente de secuencias de *[k] seguidas por una vocal redondeada y una aproximante. Por ejemplo, la palabra para «buitre», la cual en huasteco moderno es pronunciada [kʷiːʃ], fue escrita <cuyx> en huasteco colonial y pronounciada *[kuwiːʃ].
El agrupamiento de las ramas cholana y yucatecana está apoyado por el cambio de *[a] corta a [ɨ]. Todas las lenguas cholanas han cambiado las vocales largas proto-mayanses *[eː] y *[oː] a [i] y [u] respectivamente. La independencia del grupo yucatecano es evidente porque en que todas las lenguas yucatecanas la *[t] proto-mayense dio lugar a [ʧ] en la posición final de la palabra.
El quicheano-mameano y algunas lenguas kanjobalanas, han retenido las oclusivas uvulares proto-mayenses ([q] y [q’]); en todas las otras ramas estos sonidos se combinaron con [k] y [k’], respectivamente. Así se puede decir que la agrupación quicheana-mameana descansa sobre todo en retenciones compartidas en lugar de innovaciones.
El mameano se distingue en gran parte del quicheano por la sustitución de una cadena de fonemas, que reemplazó la consonante *[r] por [t]; *[t] por [ʧ]; *[ʧ] por [ʈʂ] y *[ʃ] por [ʂ]. Estas fricativas y africadas retroflejas se separaron más adelante al kanjobalano a través de interacciones lingüísticas. Dentro de la rama quicheana, el cakchiquel y el zutuhil se diferencian del quicheano, en haber sustituido los fonemas finales del proto-maya *[w] y *[ɓ] por [j] y [ʔ], respectivamente, en palabras polisilábicas.
Algunos otros cambios son generales a través de la familia mayense son los siguientes: la fricativa glotal proto-maya *[h], que ninguna lengua ha conservado como tal, tiene numerosos reflejos en varias lenguas hijas dependiendo de su posición dentro de una palabra. En algunos casos alargada una vocal precedida en lenguas que conservan la longitud vocal. En otras lenguas dio paso a [w], [j], [ʔ], [x] o desapareció.
Otras innovaciones lingüísticas esporádicas han ocurrido independientemente en otras ramas. Por ejemplo la longitud distintiva vocal ha sido perdida en el kanjobalano-chujeano (excepto por el mochó y el acateco), cakchiquel y cholano. Otras lenguas han transformado la distinción de la longitud en una de las vocales tensas contra flojas, perdiendo más adelante en la mayoría de los casos la distinción. Sin embargo, el cakchiquel ha preservado un schwa laxo y central como un reflejo de la vocal *[a]. Dos lenguas, el yucateco y el uspanteco, así como un dialecto del tzotzil han introducido una distinción tonal en las vocales, con tonos alto y bajo correspondiendo a la longitud anterior de la vocal así como reflejando *[h] y *[ʔ].

## Gramática
La gramática de las lenguas mayenses es más simple que las de otras lenguas mesoamericanas. Desde el punto de vista de tipología morfológica las lenguas mayas son aglutinantes y polisintéticas. Los verbos están marcados por el aspecto o tiempo, la persona del sujeto, la persona del complemento (en el caso de los verbos transitivos) y por la pluralidad de la persona. Los sustantivos posesivos están marcados por la persona del poseedor. No hay casos ni géneros en las lenguas mayenses. El alineamiento morfosintáctico suele ser de tipo ergativo.

### Orden de las palabras
Se conjetura que el proto-maya tenía un orden básico de palabra del tipo verbo-objeto-sujeto con posibilidades de cambiar a VSO en ciertas circunstancias, tales como oraciones complejas, oraciones donde el objeto y el sujeto eran de igual animacidad y cuando el sujeto estaba definido. El yucatecano, tzotzil y tojolabal modernos poseen un orden básico fijo de tipo VOS. El mameano, kanjobal, jacalteco y un dialecto del chuj tienen un orden VSO. Solo el chortí tiene un orden de palabras básico SVO. Otras lenguas mayenses permiten los órdenes de palabras VSO y VOS.

### Clasificadores numerales
Cuando se está contando es necesario usar los clasificadores numerales que especifican la clase nominal de los objetos que se cuentan; el numeral no puede aparecer sin un clasificador de acompañamiento. La clase nominal por lo general es asignada dependiendo si el objeto es animado o inanimado, o según la forma general de un objeto. Así contando objetos «planos», una forma diferente de clasificador numeral es usada que cuando se cuentan cosas redondas, artículos oblongos o gente. En algunas lenguas mayenses tales como el chontal, los clasificadores toman la forma de afijos unidos al numeral; en otros tales como el tzeltal, son formas libres. En jacalteco los clasificadores pueden también ser usados como pronombres. En Yucateco se agrega al número un sufijo clasificador; cuando se cuentan cosas animadas se utiliza -pꞌéel; si se cuentan seres racionales o animales -túul; para objetos de forma alargada se usa -tsꞌiit; y cuando se cuentan árboles, -kúul.
También existen los mensurativos, como se les llama a las medidas tradicionales utilizadas en la comunidad para indicar la magnitud de lo que se cuenta. No son inherentes a los sustantivos y tienen su origen en la gramaticalización de morfemas léxicos.
El significado denotado por un sustantivo puede ser alterado perceptiblemente cambiando el clasificador de acompañamiento. En chontal, por ejemplo, cuando el clasificador -tek es usado con nombres de plantas se entiende que los objetos siendo enumerados son árboles enteros. Si en esta expresión un clasificador diferente, -tsꞌit (para contar objetos largos, delgados) es sustituido por -tek, este transporta el significado que solamente los palillos o las ramas del árbol se están contando:
| untek wop (un-árbol Jahuacte) «un árbol jahuacte» | untek wop (un-árbol Jahuacte) «un árbol jahuacte» | untek wop (un-árbol Jahuacte) «un árbol jahuacte» | untsꞌit wop (un-palillo jahuacte) «un palillo de un árbol jahuacte» | untsꞌit wop (un-palillo jahuacte) «un palillo de un árbol jahuacte» | untsꞌit wop (un-palillo jahuacte) «un palillo de un árbol jahuacte» |
| un-                                               | tek                                               | wop                                               | un-                                                                 | tsꞌit                                                               | wop                                                                 |
| uno-                                              | «planta»                                          | árbol del jahuacte                                | uno-                                                                | «objeto.largo.delgado»                                              | árbol jahuacte                                                      |

### Posesión
La morfología de los sustantivos mayas es bastante simple: se declinan por número (singular o plural), y, cuando están poseídos, para la persona y el número de su poseedor.
La posesión pronominal está expresada por un sistema de prefijos posesivos unidos al sustantivo, como en cakchiquel ru-kej «su caballo [para él o ella]». Los sustantivos pueden además adoptar una forma especial que los marca como poseídos.
Para los poseedores nominales, el sustantivo poseído es conjugado como poseído por un poseedor de la tercera persona, y seguido del sustantivo de poseedor, p. ej. el cakchiquel ru-kej ri achin «el caballo del hombre» (literalmente «su caballo el hombre»). Este tipo de formación es un rasgo de diagnóstico principal del área lingüística mesoamericana y se repite a través de toda Mesoamérica.
Las lenguas mayenses a menudo contrastan la posesión alienable e inalienable variando la manera el sustantivo es (o no es) marcada según lo poseído. El jacalteco, por ejemplo, pone en contraste el poseído inalienable wetʃel «mi foto (en la cual me representan)» con el poseído alienable wetʃele «mi foto (tomada por mí)». El prefijo we- marca el poseedor singular de primera persona en ambos, pero la ausencia del sufijo -e posesivo en la primera forma marca la posesión inalienable.

### Sustantivos emparentados
Todas las lenguas mayenses que tienen preposiciones normalmente solo tienen una. Para expresar la posición y otras relaciones entre entidades, el uso se hace de una clase especial de «sustantivos emparentados». Este modelo es también recurrente a través de Mesoamérica y es otro rasgo diagnóstico del área lingüística mesoamericana. En el maya, los sustantivos más emparentados metafóricamente se derivan de piezas del cuerpo, de modo que «encima de», por ejemplo, es expresado por la palabra para cabeza.
Los sustantivos emparentados son poseídos por el componente, que es el punto de referencia de la relación, y el sustantivo emparentado nombra la relación. Así en el maya diría «la cabeza de la montaña» (literalmente «su cabeza la montaña») para significar «sobre (la cima de) la montaña». Así en el quiché clásico del Popol Vuh leemos u-wach ulew «sobre la tierra» (literalmente «su cara la tierra»).

### Sujetos y objetos
Las lenguas mayenses son ergativas en su alineación. Esto quiere decir que el sujeto de un verbo intransitivo es tratado de modo similar al objeto de un verbo transitivo, pero de manera diferente del sujeto de un verbo transitivo.
Las lenguas mayenses tienen dos sistemas de afijos que se unen a un verbo para indicar a la persona de sus discusiones. Un sistema (mencionado a menudo en gramáticas mayas como sistema A) indica la persona de sujetos de los verbos intransitivos, y objetos de los verbos transitivos. Pueden también ser utilizados con predicados del adjetivo o del sustantivo para indicar el sujeto.
| Uso                                  | Ejemplo      | Lengua de ejemplo | Traducción                         |
| ------------------------------------ | ------------ | ----------------- | ---------------------------------- |
| Sujeto de un verbo intransitivo      | x-ix-ok      | Cakchiquel        | «Ustedes chicos entraron»          |
| Objeto de un verbo transitivo        | x-ix-ru-chöp | Cakchiquel        | «Él/ella tomó a vos chicos»        |
| Sujeto de un adjetivo de predicado   | ix-samajel   | Cakchiquel        | «Ustedes chicos son trabajadores.» |
| Sujeto de un predicado de sustantivo | ꞌantz-ot     | Tzotzil           | «Tú eres una mujer».               |

Otro sistema (sistema B) se utiliza para indicar la persona de sujetos de verbos transitivos, y también a los poseedores de sustantivos (incluyendo sustantivos emparentados).
| Uso                           | Ejemplo         | Lengua de ejemplo | Traducción                                                                        |
| ----------------------------- | --------------- | ----------------- | --------------------------------------------------------------------------------- |
| Sujeto de un verbo transitivo | x-ix-ru-chöp    | Cakchiquel        | «Él/ella tomó a vos chicos»                                                       |
| Marcador posesivo             | ru-kej ri achin | Cakchiquel        | «El caballo del hombre» (literalmente: «su caballo el hombre»)                    |
| Marcador emparentado          | u-wach ulew     | Quiché clásico    | «Sobre la tierra» (literalmente: «su cara la tierra», p. ej. «cara de la tierra») |

### Verbos
Además de sujeto y objeto (agente y paciente), el verbo maya tiene afijos señalando aspecto, tiempo y modo como en el ejemplo siguiente:
| Aspecto/modo/tiempo                      | Prefijo de la clase A      | Prefijo de la clase B    | Raíz  | Aspecto/modo/voz | Plural |
| ---------------------------------------- | -------------------------- | ------------------------ | ----- | ---------------- | ------ |
| k-                                       | in-                        | a-                       | chꞌay | -o               |        |
| Incompletivo                             | 1.ª persona sing. Paciente | 2.ª persona sing. Agente | golpe | Incompletivo     |        |
| (Quiché) kinach'ayo «Me estás golpeando» |                            |                          |       |                  |        |

Los sistemas de tiempos en lenguas mayenses son generalmente simples. El jacalteco, por ejemplo, contrasta el pasado y el no-pasado, mientras el mam solo tiene el futuro y el no-futuro. Los sistemas de aspecto son normalmente más prominentes. El modo normalmente no forma un sistema separado en el maya, pero en cambio es entrelazado con el sistema tiempo/aspecto. Kaufman ha reconstruido un sistema tiempo/aspecto/modo para el proto-maya que incluye siete aspectos: incompletivo, progresivo, completivo/puntual, imprescindible, potencial/futuro, optativo y perfectivo.
Las lenguas mayenses tienden a tener un rico sistema de voces gramaticales. El proto-maya tenía por lo menos una construcción pasiva así como una regla antipasiva para la minimización de la importancia del agente en relación con el paciente. El quiché moderno tiene dos antipasivos: uno que atribuye el foco al objeto y otro que acentúa la acción verbal. Otras construcciones relacionadas con la voz que ocurren en las lenguas mayenses son las siguientes: mediopasiva, incorporacional (incorporando un objeto directo en el verbo), instrumental (promoción del instrumento para objetar posición) y referencial (una especie de promoción aplicativa de un argumento indirecto como un benefactivo o recipiente a la posición del objeto).

### Estativos y posicionadores
En las lenguas mayenses, las palabras se ven generalmente como perteneciendo a una de cuatro clases: verbos, estativos, adjetivos y susantivos.
Los estativos son una clase de palabras predicativas expresando una calidad o estado, cuyas propiedades sintácticas se caen en medio de aquellos verbos y adjetivos en las lenguas indoeuropeas. Como verbos, los estativos a veces pueden ser conjugados para la persona, pero normalmente carecen de inflexiones para el tiempo, el aspecto y otras categorías puramente verbales. Los estativos pueden ser adjetivos, posicionadores o numerales.
Los posicionadores, una clase de palabras características de, si no únicos a, las lenguas mayenses, son estativos con significados relacionados con la posición o la forma de un objeto o la persona. Las lenguas mayenses tienen entre 250 y 500 raíces distintas posicionales:

Telan ay jun naq winaq yul bꞌe.

Hay un hombre acostado en el camino.

Woqan hin kꞌal ay max ekꞌkꞌu.

Gasté el día entero sentado

Yet ewi xoyan ay jun lobꞌaj stina.

Ayer había una serpiente acostándose enroscada en la entrada de la casa

En estas tres oraciones en kanjobal, los posicionadores son telan («algo grande o cilíndrico acostándose como si estuviera caído»), woqan («la persona que se sienta sobre un objeto parecido a una silla»), y xoyan («se enroscó como una cuerda o serpiente»).

### Formación de palabras
La composición de raíces de sustantivo para formar nuevos sustantivos es banal; hay también muchos procesos morfológicos para sacar sustantivos de verbos. Los verbos también admiten derivacionales afijos sumamente productivos de varias clases, la mayor parte de los cuales especifican la transitividad o la voz.
Algunas lenguas mayenses permiten la incorporación de tallos de sustantivo en verbos, como complementos directos o en otras funciones. Sin embargo, hay pocos afijos con significados adverbiales o modales.
Como en otras lenguas mesoamericanas, hay empleo extendido metafórico de raíces que denotan partes del cuerpo, en particular para formar locativos y sustantivos emparentados como el tzeltal/tzotzil tiꞌ na «puerta» (lit. «boca de casa»), o el cakchiquel chi ru-pam «dentro» (lit. «boca su-estómago»).

## Sistemas de escritura
Una compleja escritura, usada para escribir las lenguas mayenses en tiempos precolombinos y hoy conocida de grabados en varios sitios arqueológicos mayas, ha sido descifrada casi completamente. Esto era un surtido, sistema de escritura en parte logográfico y en parte silábico.
En tiempos coloniales las lenguas mayenses empezaron a ser escritas en una escritura derivada del alfabeto latino; las ortografías fueron desarrolladas sobre todo por gramáticos misioneros. No todas las lenguas modernas mayenses han estandarizado ortografías, pero las lenguas mayenses de Guatemala usan un sistema de ortografía estandarizado, latino fonémico desarrollado por la Academia de Lenguas Mayas de Guatemala (ALMG). Las ortografías para las lenguas de México actualmente están siendo desarrolladas por el Instituto Nacional de Lenguas Indígenas (INALI).

### Escritura glífica

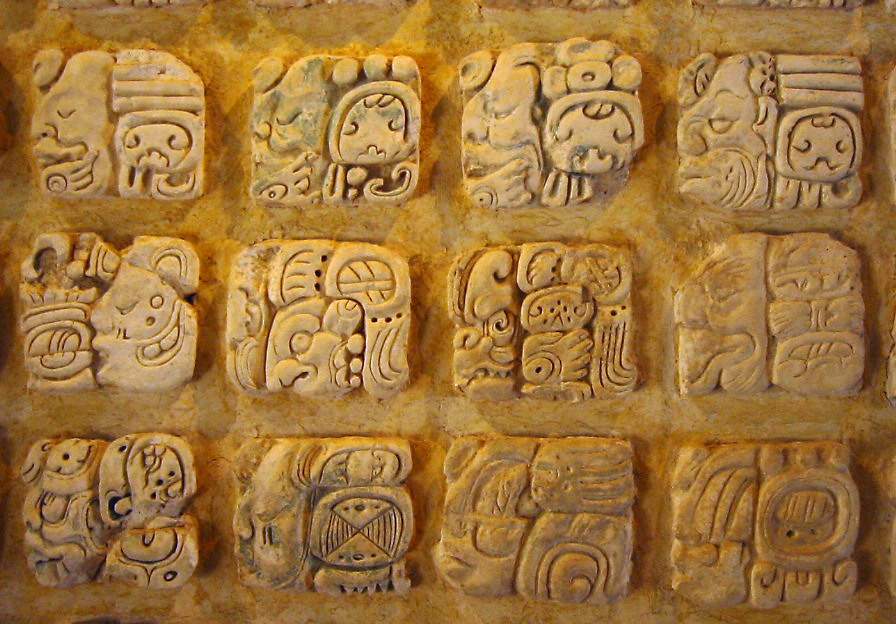
Glifos mayas en estuco del Museo de sitio en Palenque, México.

La civilización maya precolombina desarrolló y usó una escritura intrincada y versátil; esta es la única escritura mesoamericana de la que se puede decir que casi ha sido totalmente descifrada. Las civilizaciones tempranas establecidas al oeste y al norte de las patrias que también tenían escrituras registradas en inscripciones que sobreviven incluyendo la zapoteca, olmeca y personas hablantes zoques de Veracruz meridional y el área de Chiapas occidental — pero sus escrituras en gran parte aún son indescifradas. Generalmente se está de acuerdo que el sistema de escritura maya fue adaptado de uno o varios de estos sistemas más tempranos, y un número de referencias identifican la escritura indescifrada olmeca como su precursor más probable.
En el curso de la descifración de la escritura glífica maya, se ha hecho evidente que este fue un sistema de escritura totalmente funcional en el que era posible expresar cualquier oración de la lengua hablada inequívocamente. El sistema es mejor clasificado como logosilábico, en el cual los símbolos (glifos o grafemas) pueden ser usados como logogramas o sílabas.
La escritura tiene un silabario completo (aunque no todas las sílabas posibles aún hayan sido identificadas), y un escriba maya habría sido capaz de escribir algo fonéticamente, sílaba por sílaba, usando estos símbolos. En la práctica sin embargo, casi todas las inscripciones de cualquier longitud fueron escritas empleando una combinación de signos silábicos y signos de palabra (llamados logogramas).
Al menos dos lenguas principales mayenses con seguridad han sido identificadas en textos glíficos, con al menos otra lengua probablemente identificada. Una variedad de lengua arcaica conocida como maya clásico predomina en estos textos, en particular en las inscripciones del periodo clásico de las áreas de las tierras bajas del sur y centrales. Esta lengua está más estrechamente relacionada con la rama cholana de la familia lingüística, los descendientes modernos de los cuales incluyen chol, chortí y chontal.
Las inscripciones en una temprana lengua yucatecana (la lengua yucateca es una principal sobreviviente de dicho antepasado) también han sido reconocidas o propuestas, principalmente en la región de la península de Yucatán y a partir de un período posterior. Tres de los cuatro códices mayas existentes están basados en yucateco. También han conjeturado que algunas inscripciones encontradas en la región de los Altos de Chiapas pueden estar en una lengua tzeltalana cuyos descendientes actuales son el tzeltal y el tzotzil. Otras variedades regionales y dialectos también son presumibles de haber sido usados, pero aún no han sido identificados con certeza.
El empleo y conocimiento de la escritura glífica maya continuó al menos hasta la conquista española del siglo XVI d. C.. El obispo Diego de Landa describió el uso de la escritura glífica en las prácticas religiosas del maya yucateco, mismas que activamente prohibió.

### Ortografía moderna
Desde el periodo colonial, prácticamente toda la escritura maya ha usado caracteres latinos. La ortografía ha estado generalmente basada en el español, y es solo recientemente que se estandarizaron convenciones ortográficas.
Las primeras normas ortográficas extensamente aceptadas fueron puestas en el maya yucateco por los autores y colaboradores del Diccionario Maya Cordemex, un proyecto dirigido por Alfredo Barrera Vásquez y publicado por primera vez en 1980. Posteriormente, la Academia de Lenguas Mayas de Guatemala (conocida por su sigla española ALMG), fundada en 1986, adaptó estas normas a las 21 lenguas mayenses de Guatemala.
| Vocales | Vocales | Vocales | Vocales | Vocales | Vocales | Consonantes | Consonantes | Consonantes | Consonantes | Consonantes | Consonantes | Consonantes | Consonantes | Consonantes | Consonantes |
| ALMG    | IPA     | ALMG    | IPA     | ALMG    | IPA     | ALMG        | IPA         | ALMG        | IPA         | ALMG        | IPA         | ALMG        | IPA         | ALMG        | IPA         |
| ------- | ------- | ------- | ------- | ------- | ------- | ----------- | ----------- | ----------- | ----------- | ----------- | ----------- | ----------- | ----------- | ----------- | ----------- |
| a       | [a]     | aa      | [aː]    | ä       | [ɐ]     | bꞌ          | [ɓ]         | b           | [b]         | ch          | [ʧ]         | chꞌ         | [ʧ’]        | h           | [h]         |
| e       | [e]     | ee      | [eː]    | ë       | [ə]     | j           | [x]         | k           | [k]         | kꞌ          | [k’]        | l           | [l]         | m           | [m]         |
| i       | [i]     | ii      | [iː]    | ï       | [ɪ]     | n           | [n]         | nh          | [ŋ]         | p           | [p]         | q           | [q]         | qꞌ          | [q’]        |
| o       | [o]     | oo      | [oː]    | ö       | [ʌ]     | r           | [r]         | s           | [s]         | t           | [t]         | tꞌ          | [t’]        | tz          | [ʦ]         |
| u       | [u]     | uu      | [uː]    | ü       | [ʊ]     | tzꞌ         | [ʦ’]        | w           | [w]         | x           | [ʃ]         | y           | [j]         | ꞌ           | [ʔ]         |
| 1.      |         |         |         |         |         |             |             |             |             |             |             |             |             |             |             |

Para las lenguas que hacen una distinción entre africadas palato-alveolares y retroflejas y fricativas (mam, ixil, tectiteco, aguacateco, kanjobal, poptí y acateco) se aplica el siguiente sistema de convenciones.
| ALMG | IPA  | ALMG | IPA   |
| ---- | ---- | ---- | ----- |
| ch   | [ʧ]  | chꞌ  | [ʧ’]  |
| tx   | [ʈʂ] | txꞌ  | [ʈʂ’] |
| xh   | [ʃ]  | x    | [ʂ]   |

## Comparación léxica
A continuación se presentan los numerales en diversas lenguas mayas:
| GLOSA | Huasteco | Yucateco | Cholano       | Cholano             | Cholano                 | Qanjobal        | Qanjobal                  | Mam     | Quiché    | protomaya    |
| GLOSA | Huasteco | Yucateco | Chꞌol de Tila | Tzeltal de Bachajón | Tzotzil de S. And. Lar. | Chuj de Ixtatán | Qanjobal de Santa Eulalia | Mam     | Quiché    | protomaya    |
| ----- | -------- | -------- | ------------- | ------------------- | ----------------------- | --------------- | ------------------------- | ------- | --------- | ------------ |
| 1     | huun     | hun      | hun-          | hun                 | hun                     | xún             | χun                       | χuun    | χun       | *χuun        |
| 2     | čaab     | ka       | čaʔ-          | čeb                 | čib                     | čáʔpʼ           | kabʼ                      | kabʼ    | kebʼ      | *kaʔ(bʼ)     |
| 3     | ʔooš     | oš       | ʔuš-          | ošeb                | ʔošib                   | ʔóš             | ošebʼ                     | ooš     | ošibʼ     | *ʔoš(ebʼ)    |
| 4     | čeeʔ     | kam      | čən-          | čaneb               | čanib                   | čóŋ             | kanebʼ                    | qaq     | kaχibʼ    | *kaŋ(ebʼ)    |
| 5     | booʔ     | ho       | hoʔ-          | hoʔeb               | hoʔob                   | hóp             | oyebʼ                     | χweʔ    | χoʔobʼ    | *χoʔ(ebʼ)    |
| 6     | ʔakak    | wak      | wək-          | wakeb               | wakib                   | wákʼ            | waqebʼ                    |         | waqibʼ    | *waq(ebʼ)    |
| 7     | buuk     | ušuk     | wuk-          | hukeb               | hukub                   | húk(upʼ)        | uqebʼ                     |         | wuqubʼ    | *huq(ubʼ)    |
| 8     | wašik    | wašak    | wašək-        | wašakeb             | wašakib                 | wáxšakʼ         | waʂaqebʼ                  | wáχšaq  | waqšaqibʼ | *waqšaq(ebʼ) |
| 9     | belehu   | bolom    | bolon-        | baluneb             | baluneb                 | pʼáluŋ          | bʼalonebʼ                 | beleχuχ | bʼeleχebʼ | *bʼeluŋ(ebʼ) |
| 10    | lahu     | lahun    | lahun-        | lahuneb             | lahuneb                 | láxuŋ           | laχonebʼ                  | laaχ    | laχuχ     | *laχuŋ(ebʼ)  |

## Literatura
Del período clásico al día presente, un cuerpo de literatura ha sido escrito en lenguas mayenses. Los textos más tempranos que han sido conservados son inscripciones en gran parte monumentales, que documentan la autoridad, la sucesión, y la ascensión, la conquista y acontecimientos calendáricos como astronómicos. Es probable que otros tipos de literatura fueron escritos en medios de comunicación perecederos como códices hechos de corteza, solo cuatro de los cuales han sobrevivido los estragos del tiempo y la campaña de destrucción de los misioneros españoles.
Poco después de la conquista española, las lenguas mayenses comenzaron a ser escritas con caracteres del alfabeto latino. La literatura de la era colonial en lenguas mayenses incluye el famoso Popol Vuh, una narrativa mítico-histórica escrita en quiché clásico del siglo XVII d. C., pero se cree que está basado en un trabajo más temprano escrito en los años 1550, ahora perdido. El Título de Totonicapán y el trabajo literario y obra teatral del siglo XVII d. C. el Rabinal Achí son otros trabajos tempranos notables en quiché, el último en el dialecto achí. Los Anales de los Cakchiqueles del siglo XVI d. C. tardío, que proporcionan una narrativa histórica del cakchiquel, contienen elementos paralelos a algunos relatos que aparecen en el Popol Vuh. Los relatos históricos y proféticos en múltiples variaciones conocidas en conjunto como los libros de Chilam Balam son las fuentes primarias de las tradiciones mayas yucatecas tempranas. El único libro sobreviviente de temprana poesía lírica, los Cantares de Dzitbalché por Ah Bam, viene a partir de este mismo periodo.
Además de estos trabajos singulares, muchas gramáticas tempranas de lenguas indígenas, llamadas «artes» fueron escritas por sacerdotes y frailes. Las lenguas cubiertas por estas tempranas gramáticas incluyen el cakchiquel, el quiché clásico, tzeltal, tzotzil y yucateco. Algunas de estas vinieron con las traducciones a la lengua indígena del catecismo católico.
Casi ninguna literatura en lenguas indígenas fue escrita en el período postcolonial (después de 1821) excepto por lingüistas y etnólogos que recopilan la literatura oral. Los pueblos mayas habían permanecido en gran parte analfabetos en sus lenguas maternas, aprendiendo a leer y escribir en español, por absoluto. Sin embargo, desde el establecimiento del Cordemex (1980) y la Academia Lenguas Mayas de Guatemala (1986), el alfabetismo de lengua materna ha comenzado a extenderse y un número de escritores indígenas han comenzado una nueva tradición de escritura en lenguas mayenses. Notable entre esta nueva generación es el poeta quiché Humberto Akꞌabal, cuyos trabajos a menudo son publicados en ediciones de lengua dual español/quiché.